# 迈克·沃尔夫斯
迈克·沃尔夫斯（英語：Mike Wolfs，1970年9月2日—），加拿大男子帆船运动员。他曾代表加拿大参加2004年夏季奥林匹克运动会帆船比赛，联同罗斯·麦克唐纳获得一枚银牌。